# Franz Eder (Bodybuilder)
Franz Eder (* März 1944 in Neunkirchen (Saar)) ist ein deutscher Bodybuilder und Pornodarsteller.

## Leben
Franz Eder lernte Schlosser. Seine sportliche Karriere begann zunächst als Boxer, wo er den Spitznamen „Boxer Fränzchen“ erhielt. Unter dem Eindruck der Herkules-Filme kam er zum Kraftsport. Zunächst begann 1971 er im heimischen Elternhaus heimlich zu trainieren und ging dann ins Bodybuilding Center Saarbrücken, das damals erste Kraftsportstudio im Saarland.
1977 begann er mit seiner Wettkampftätigkeit. Sein Manager war Friedbert Wagner. Seine größten Erfolge waren die Titel eines Saarländischen und eines Deutschen Meisters.
1984 eröffnete Franz Eder sein eigenes Fitness-Studio in Bexbach bei Neunkirchen, das Fitness-Center Franz Eder, in dem nicht nur zu den Hochzeiten bis zu 30 Bodybuilder professionell trainierten, sondern auch verschiedene Spezialkurse für Neulinge angeboten wurden. Unter anderem trainierten dort Frank Endmann, Guido Conrad und Norbert Schmitt.
In der Fernsehserie Familie Heinz Becker, die in Bexbach spielt, hatte Franz Eder 1994 einen Gastauftritt: Er zeigte sich als Bodybuilder Ahmed in der Folge Die Modenschau.
Auch im Jahr 1994 wurde Eder Senioren-Vize-Weltmeister (over 50) der International Federation of Bodybuilders (IFBB).
Nach seinem Titelgewinn gab Franz Eder im Mai 1995 in der Talkshow Schreinemakers Live ein Interview und präsentierte sich anschließend mit einem Posing.
Bekannt wurde Eder als „der Mike und der Trainer“ im Pornofilm Exzesse im Fitnesscenter; welchen er in seinem eigenen Fitnessstudio drehte. Der Porno und insbesondere die Dialoge erreichten im Saarland Kultstatus.